# Museu de Belas Artes Evita
O Museu de Belas Artes Evita (Museo Superior de Belas Artes Evita) é um museu de arte em Córdova, Argentina. 

## Visão geral
O museu está alojado no Palácio Ferreyra, uma mansão Beaux-Arts projetada pelo arquiteto francês Ernest Sanson e construída entre 1912 e 1916 para o Dr. Martín Ferreyra, um proeminente médico e cirurgião local, além de dono de pedreiras de calcário e da então maior fábrica de cal da Argentina (localizada em Malagueño, 24 km a oeste de Córdova).
Ferreyra escolheu o local como resultado do desenvolvimento do adjacente Parque Sarmiento, um espaço de 17 hectares criado ao longo do que era o limite leste de Córdova (atual bairro de Nueva Córdoba) e inaugurado em 1911. Gerações subsequentes adicionaram o Dormitório Imperio ao palácio, assim chamado porque os móveis foram copiados pelo famoso marceneiro Krieger de Paris, daqueles usados por Napoleão Bonaparte.
A mansão foi expropriada pelo governador de Córdova, José Manuel de la Sota, em 2005. Após um processo complicado de reforma, o "Museu de Belas Artes Ferreyra Palace" abriu suas portas em 17 de outubro de 2007. Em dezembro de 2007, o local foi renomeado para "Museu de Belas Artes Evita", em homenagem à influente ex-primeira-dama argentina Evita Perón.
O museu mantém 12 salas de exposições, biblioteca e um auditório para 120 pessoas. Sua coleção de mais de 500 obras inclui as de Emilio Caraffa, Juan Carlos Castagnino, Gustave Courbet, Fernando Fader, Francisco Goya, Emilio Pettoruti, Pablo Picasso, Joaquín Sorolla, Lino Enea Spilimbergo e Ricardo Supisiche, entre outros. O museu também exibe exposições temporárias em andamento.